# Dpkg
dpkg je software, který je základem balíčkovacího systému linuxové distribuce Debian (a distribucí z ní odvozených, například Ubuntu). Pracuje s balíčky ve formátu .deb a slouží zejména k jejich instalaci a odinstalaci.
Jedná se o poměrně nízkoúrovňový nástroj, s kterým řada uživatelů ani nepřijde do přímého styku. Obvykle je totiž volán nějakým nadřazeným nástrojem, například nástroji APT, které se kromě instalace umí postarat i o stažení požadovaného balíčku z repozitáře, nebo programy typu Aptitude nebo Synaptic, které navíc nabízejí i propracovanější textové respektive grafické uživatelské rozhraní.
dpkg napsali původně Matt Welsh, Carl Streeter a Ian Murdock v Perlu, v roce 1993 byla většina přepsána Ianem Jacksonem v C. Jméno dpkg bylo původně zkratkou sousloví debian package – „debianí balíček“.